# Kindergarten heute
kindergarten heute ist eine Fachzeitschrift für Erziehung, die seit 1971 zehnmal jährlich im Verlag Herder erscheint.

## Profil
Dem redaktionellen Profil des Verlages nach handelt es sich bei kindergarten heute um die „größte unabhängige Fachzeitschrift Deutschlands für Erziehung“. Zu den behandelten Themen gehören neben psychologischen und pädagogischen Grundsatzfragen auch aktuelle politische und gesellschaftliche „Veränderungen mit Blick auf alle Arten der außerfamiliären Betreuung von Kindern“. Darüber hinaus werden Artikel über das „Aufwachsen von Kindern […] mit Blick ins europäische und weitergehende Ausland“ veröffentlicht.
Seit 2008 erscheint das ergänzende Leitungsheft, welches sich hauptsächlich mit Leitungsaufgaben in der Frühpädagogik speziell für Leitungsaufgaben in Kindertagesstätten und Kindergärten befasst.

## Herausgeber
Seit der Erstausgabe im Jahr 1971 wird kindergarten heute vom Verlag Herder herausgegeben. Die Redaktion besteht aus fünf fest angestellten Redakteuren und einer Gruppe freier Mitarbeiter. Seit Jahren arbeitet sie mit einem Netzwerk aus Erziehern, Fachberatern, Leitungskräften, Fortbildnern und Dozenten an Hochschulen sowie Fachhochschulen zusammen. Ferner kooperiert kindergarten heute mit der Fachzeitschrift Frühe Kindheit, der Deutschen Liga für das Kind, dem Deutschen Jugendinstitut, dem Bundesministerium für Bildung und Forschung und der Robert Bosch Stiftung.

## Geschichte
In der Vergangenheit führte die Zeitschrift den Titel Kindergarten heute: mein Beruf, meine Praxis, meine Perspektive mit dem Untertitel Fachzeitschrift für Erziehung, Bildung und Betreuung von Kindern. 